# Achyra nudalis
Achyra nudalis là một loài bướm đêm trong họ Crambidae.